# Bermeries
Bermeries és un municipi francès, situat a la regió dels Alts de França, al departament del Nord. L'any 2006 tenia 359 habitants.

## Demografia
| 1962                                       | 1968 | 1975 | 1982 | 1990 | 1999 | 2017 |
| ------------------------------------------ | ---- | ---- | ---- | ---- | ---- | ---- |
| 249                                        | 252  | 236  | 307  | 318  | 305  | 369  |
| Des de 1962: població sense dobles comptes |      |      |      |      |      |      |

## Administració
| Període   | Identitat            | Partit |
| --------- | -------------------- | ------ |
| 2001-2008 | Jean Goffart         |        |
| 2008-     | Jean-Claude Grossemy |        |